# 球穗花楸
球穗花楸（学名：Sorbus glomerulata）是蔷薇科花楸属的植物，为中国的特有植物。分布在中国大陆的四川、湖北、云南等地，生长于海拔1,900米至2,700米的地区，一般生长在杂木林中，目前尚未由人工引种栽培。

## 别名
球花花楸（经济植物手册）